# Каяццо (коммуна)
Кая́ццо (итал. Caiazzo) — коммуна в Италии, располагается в регионе Кампания, в провинции Казерта.
Население составляет 5836 человек (на 2004 г.), плотность населения составляет 166 чел./км². Занимает площадь 36 км². Почтовый индекс — 81013. Телефонный код — 0823.
Покровителем коммуны почитается святой Стефан Миничилло, празднование 29 октября.

## Известные уроженцы
- Ирма Чарамелла (итал. Irma Ciaramella), итальянская актриса и режиссёр.